# Fibula Praenestina

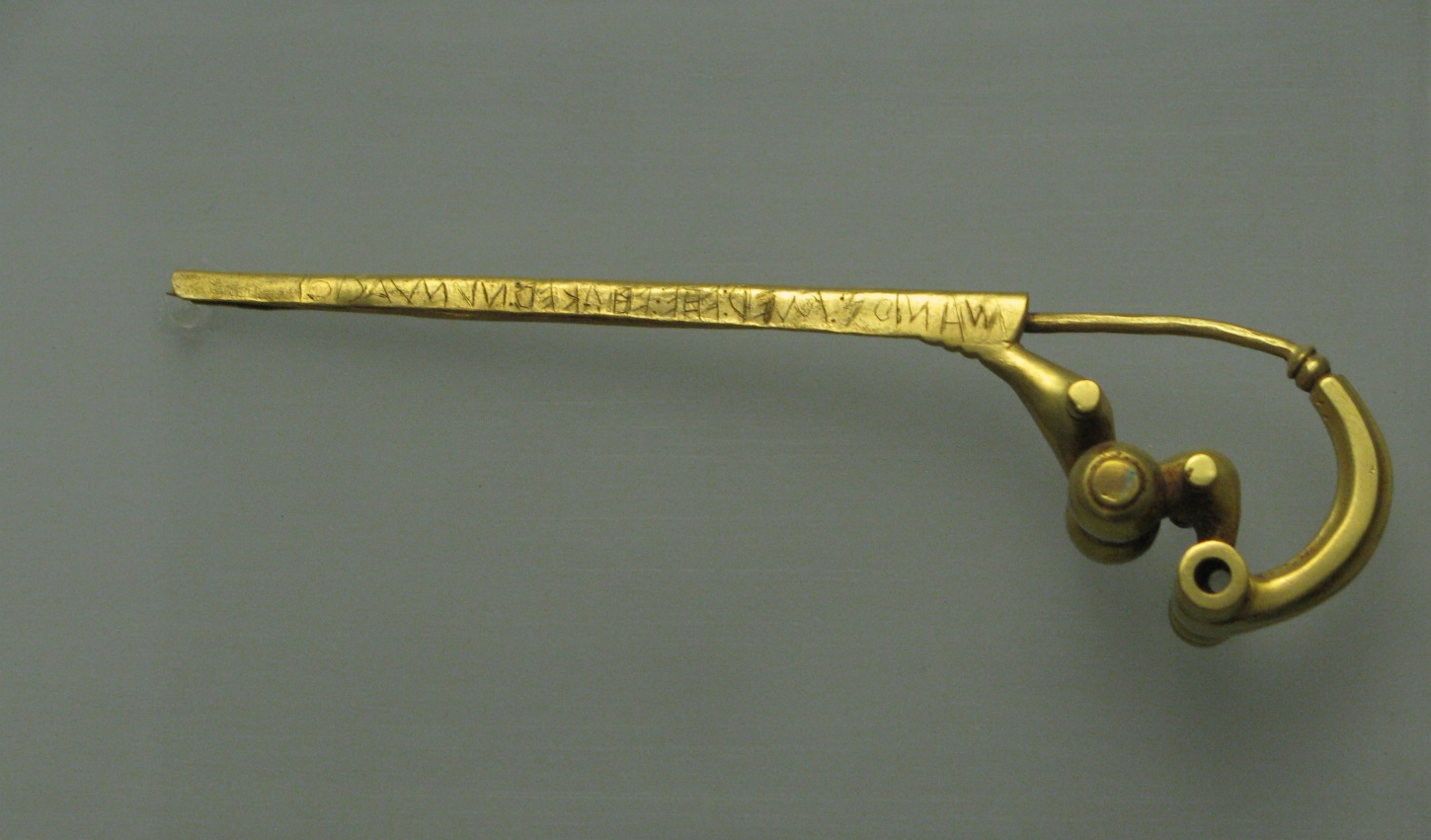
Die Fibula Praenestina

Die Fibula Praenestina, auch Manios-Spange genannt, ist eine goldene Fibel, die im mittelitalienischen Ort Palestrina (dem antiken Praeneste) gefunden wurde und in das 7. Jahrhundert v. Chr. datiert wird. Sie befindet sich heute im Museo Nazionale Preistorico Etnografico „Luigi Pigorini“ in Rom.
Benannt ist die Fibel nach ihrem Fundort beziehungsweise nach dem in der darauf enthaltenen Inschrift benannten Schöpfer Manios. Die Inschrift gilt als ältestes Zeugnis des Lateinischen.

## Fibel und Inschrift

Inschrift der Fibula Praenestina

Die 10,7 Zentimeter lange Fibel gehört zum Typus der sogenannten Dragofibeln (a drago). Auf der Außenseite ihres Nadelhalters befindet sich die vermutlich älteste bekannte Inschrift in frühlateinischer Sprache. Die Inschrift ist linksläufig und lautet:
MANIOS: MED: FHE:FHAKED: NVMASIOI
In klassischem Latein würde der Text folgendermaßen lauten:
Manius me fecit Numerio („Manius hat mich für Numerius gemacht“)
Bemerkenswert sind das sonst nicht belegte Reduplikationsperfekt fhefhaked statt fecit zu facere sowie die Bezeichnung des Frikativs [⁠f⁠] durch ein Zeichenkombination aus Digamma (𐌅), das als Einzelbuchstabe für einen [⁠w⁠]-Laut stand, mit nachfolgendem Heta (𐌇, H), wie sie sonst nur in frühen griechischen, etruskischen und venetischen Inschriften zu finden ist. Während im Etruskischen die Schreibung des Lautes später zu 𐌚 vereinfacht wurde, wurde sie im Lateinischen zu F verkürzt.

## Die Echtheitsfrage
Die Echtheit der Inschrift (nicht der Fibel) war in der neueren Forschung über ein Jahrhundert umstritten, da die genauen Fundumstände nicht geklärt sind. Die Fibel wurde 1887 von dem Archäologen Wolfgang Helbig erstmals der Öffentlichkeit vorgestellt, ohne dass er damals deren Herkunft oder Erwerb erläuterte. Sogar Helbig selbst wurde eine Fälschung unterstellt. Während die Echtheit der Fibel schon länger als gesichert galt, blieb die Echtheit der Inschrift weiter umstritten. Graphologische Untersuchungen konnten zumindest bestätigen, dass Helbig nicht der Urheber der Inschrift war. Der Streit gilt seit 2011 als endgültig zugunsten der Echtheit entschieden, und zwar aufgrund der eingehenden Untersuchungen durch Edilberto Formigli und Daniela Ferro, die auch eine Datierung auf die 1. Hälfte des 7. Jahrhunderts v. Chr. lieferten.
So konnte Formigli, der auch die Bronzefigur A von Riace restaurierte, in einigen Ritzen der Buchstaben Kristallstrukturen des Goldes nachweisen, die sich erst nach sehr langer Zeit bilden.